# だから僕は音楽を辞めた
『だから僕は音楽を辞めた』は、ヨルシカの1stフルアルバム。2019年4月10日、U&R recordsから発売。英訳タイトルは『Moonlight』。

## 概要
コンポーザーのn-bunaが描く物語を軸に楽曲を書き下ろしたコンセプトアルバム。音楽を辞めることになった青年“エイミー”がスウェーデンを旅しながら”エルマ”へ向けて作った設定の楽曲、全14曲を収録している。「n-bunaが描く物語と楽曲と、suisの透明感ある歌声と表現力で作り上げられた、ヨルシカとしての新たな作品」であるとされている。
また、初回生産限定盤に付属する”「エルマへ向けた手紙」再現BOX仕様”の被せ蓋付き木箱は、青年がエルマへ向けて書き溜めた手紙や歌詞、訪れた街の写真などを納めた、収録楽曲「藍二乗」のMVや、アルバムトレーラーにも登場する木箱を再現したものとなっていて、音楽を辞めるに至った青年の物語をリスナーが楽曲とともに体験できる。
2021年1月にリリースされるEP『創作』の発売を記念して、2020年12月22日～2月28日までに、HMVで過去のアルバムを購入すると各アルバムの『ジャケット絵柄ステッカー（5cm×5cm）』が特典として付属した。

## チャート成績
オリコンチャート2019年4月22日付の週間ランキングで最高5位を記録
。

## 収録曲
| 全作詞・作曲・編曲: n-buna。 | |        |            |      |
| #                            | タイトル | 作詞   | 作曲・編曲 | 時間 |
| 1.                           | 「8/31」(「ストックホルム ガムラスタン 玉石敷きに落ちる雑踏」インストゥルメンタル。)                                 | n-buna | n-buna     | 1:54 |
| 2.                           | 「藍二乗」 | n-buna | n-buna     | 4:05 |
| 3.                           | 「八月、某、月明かり」                                                                                               | n-buna | n-buna     | 4:36 |
| 4.                           | 「詩書きとコーヒー」                                                                                                 | n-buna | n-buna     | 4:07 |
| 5.                           | 「7/13」(「ヴィスビー アルマダールを出て北に伸びる道 輪壁沿いの海岸線を臨む木陰のベンチから」インストゥルメンタル。) | n-buna | n-buna     | 1:38 |
| 6.                           | 「踊ろうぜ」 | n-buna | n-buna     | 4:13 |
| 7.                           | 「六月は雨上がりの街を書く」                                                                                         | n-buna | n-buna     | 3:58 |
| 8.                           | 「五月は花緑青の窓辺から」                                                                                           | n-buna | n-buna     | 3:05 |
| 9.                           | 「夜紛い」 | n-buna | n-buna     | 3:43 |
| 10.                          | 「5/6」(「ルンド アルヘルゴナ教会 雨宿りの扉口」インストゥルメンタル。)                                              | n-buna | n-buna     | 2:27 |
| 11.                          | 「パレード」 | n-buna | n-buna     | 4:59 |
| 12.                          | 「エルマ」 | n-buna | n-buna     | 3:39 |
| 13.                          | 「4/10」(「関町 昨夏 暮れの街道 鈴虫の鳴く声」インストゥルメンタル。)                                                | n-buna | n-buna     | 2:50 |
| 14.                          | 「だから僕は音楽を辞めた」(今作の表題曲。音楽を辞めた物語の主人公エイミーの葛藤を歌った曲。)                         | n-buna | n-buna     | 4:02 |
| 合計時間:                    | 合計時間: | 49:16  |            |      |

## 店舗特典
- Amazon限定特典：オリジナル缶バッジ
  - 初回生産限定盤
  - 通常版
- タワーレコード限定特典：オルゴール特典CD（3曲入り）
  - 初回生産限定盤
  - 通常版

| タワーレコード特典 | 収録曲                                                                                     |
| ------------------ | ------------------------------------------------------------------------------------------ |
| 全3曲              | 1. 藍二乗 オルゴールver. 2. 夜紛い オルゴールver. 3. だから僕は音楽を辞めた オルゴールver. |

- ヴィレッジヴァンガード限定特典：オルゴール特典CD（3曲入り）
  - 初回生産限定盤
  - 通常版

| ヴィレッジヴァンガード特典 | 収録曲                                                                                     |
| -------------------------- | ------------------------------------------------------------------------------------------ |
| 全3曲                      | 1. 1.八月、某、月明かり オルゴールver. 2. パレード オルゴールver. 3. エルマ オルゴールver. |

- アニメイト限定特典：A4サイズクリアファイル
  - 初回生産限定盤
  - 通常版
- 楽天ブックス限定特典：オリジナルステッカー
  - 初回生産限定盤